# Túnel de los Vestfirðir
El túnel de los Vestfirðir o túnel bajo la Breiðadalsá y el Botnsheiði (en islandés Vestfjarðagöng y göng undir Breiðadals-og Botnsheiði) es el túnel vehicular más largo de Islandia. Se encuentra en la región de Vestfirðir, al noroeste del país.

## Recorrido
Mide 9.113 metros  y fue inaugurado en septiembre de 1996. Lo toman las rutas 60 y 65, y permite atravesar el Botnsheiði. Está compuesto por tres secciones que se unen en un cruce subterráneo. Conecta las localidades de Ísafjörður, Suðureyri y Flateyri respectivamente a través de los valles de Skutulsfjörður, Súgandafjörður y Önundarfjörður.